# 尼克尔斯多夫
尼克尔斯多夫（德語：Nickelsdorf）是奥地利布尔根兰州滨湖新锡德尔县的一个市镇。总面积60.74平方公里，总人口1754人，人口密度29人/平方公里（2016年）。